# John Harvard (giáo sĩ)
John Harvard (26 tháng 11 năm 1607 – 14 tháng 9 năm 1638) là mục sư người Anh sinh sống ở Mỹ, trước khi qua đời ông để di chúc hiến tặng tài sản cho "trường học hoặc trường đại học" mới được thành lập tại Khu Định cư Massachusetts Bay.
Để tôn vinh ông, Khu Định cư đã quyết định "Trường Đại học tại Cambridge sẽ được gọi là Đại học Harvard."

## Cuộc đời
Harvard chào đời và lớn lên ở Southwark, Anh Quốc, là con thứ tư trong gia đình có chín người con của Robert Harvard (1562 – 1625), một người hàng thịt và chủ quán rượu, với vợ là Katherin Rogers (1584 – 1635). Harvard chịu lễ báp têm tại nhà thờ St Saviour’s (nay là Đại Giáo đường Southwark), sau đến học tại Trường St Saviour’s.
Sau một trận dịch trong năm 1625, cả gia đình chỉ còn lại John, anh của cậu Thomas, và mẹ cậu. Katherine mất năm 1635, hai năm sau Thomas cũng qua đời.
Nhờ tài sản của chồng để lại, Katherine gởi con trai đến Emmanuel College thuộc Đại học Cambridge, tại đây Harvard lấy bằng Cử nhân năm 1632, rồi Thạc sĩ năm 1635, sau đó được phong chức mục sư. Năm 1636 ông kết hôn với Ann Sadler (1614 – 1655).
Năm 1637, Harvard và vợ di cư đến vùng New England, rồi định cư ở Charlestown. Ông trở thành phụ tá cho quản nhiệm nhà thờ của thị trấn. Harvard qua đời ngày 14 tháng 9 năm 1638, ông được an táng tại Charlestown.

## Hiến tặng cho Trường Harvard
Hai năm trước khi Harvard mất, chính quyền Khu Định cư Massachusetts Bay – với ước muốn "hoàn thiện hệ thống đào tạo rồi để lại cho hậu thế vì e rằng trong giáo hội sẽ chỉ còn giới chức sắc thất học, khi những mục sư hiện nay của chúng ta yên nghỉ trong cát bụi" – dành 400 bảng Anh cho "trường học hoặc trường đại học" ở Newtowne.
Harvard - thừa hưởng một tài sản khá lớn từ cha, mẹ, và anh trai, ông không có con cái - trước khi qua đời đã dặn dò vợ hiến tặng 780 bảng Anh (một nửa tài sản của ông, phần còn lại dành cho người vợ) cùng thư viện có 320 đầu sách.
Cộng đồng vinh danh ông bằng quyết định "Trường Đại học xây dựng ở Cambridge sẽ được gọi là Đại học Harvard". Ngay trước khi Harvard từ trần, thị trấn Newtowne lấy tên mới là Cambridge theo tên viện đại học Anh Đại học Cambridge mà nhiều người đang sống trong khu định cư, trong đó có Harvard, từng theo học.
Để vinh danh Harvard, người ta đúc tượng và đặt tại Harvard Yard trong khuôn viên Đại học Harvard dù tác phẩm điêu khắc này trông không giống người thật. Năm 1986, ảnh của ông được in trên tem bưu điện. Cửa sổ kính của nhà nguyện Emmanuel College thuộc Đại học Cambridge cũng khắc hình Harvard.
Thư viện John Harvard ở Southwark, Luân Đôn, là một địa điểm vinh danh ông; tương tự là chiếc cầu Harvard nối Boston với Cambridge, Massachusetts.